# Villar de Corneja
Villar de Corneja es un municipio y localidad española de la provincia de Ávila, en la comunidad autónoma de Castilla y León. El término municipal, perteneciente al partido judicial de Piedrahíta, tiene una población de 36 habitantes (INE 2024). 

## Geografía
Está a una distancia de 70 km de Ávila, la capital provincial. El río Corneja pasa por su término municipal. Limita con los municipios de Navamorales, La Horcajada, Santa María del Berrocal y Hoyorredondo.

## Historia
A mediados del siglo XIX, el lugar tenía contabilizada una población de 142 habitantes. Aparece descrito en el decimosexto volumen del Diccionario geográfico-estadístico-histórico de España y sus posesiones de Ultramar de Pascual Madoz de la siguiente manera:

VILLAR DE CORNEJA: l. con ayunt. de a prov. y dióc. de Avila (11 1/2 leg.), part. jud. de Piedrahita (1 1/2), aud. terr. de Madrid (27 1/4), c. g. de Castilla la Vieja (Valladolid 26). sit. en medio del valle de Corneja, y á las márg. del r. de igual nombre; reinan los vientos N. y O.: el clima es frio y propenso á dolores de costado y calenturas. Tiene 50 casas inferiores, y una igl. parr. (Sta. Marina) con curato de segundo ascenso y provision ordinaria; un anejo en Vademolinos, y cementerio bien sit. Confina el térm. N. Valdemolinos; E. San Bartolomé; S. Hoyorredondo, y O. Navamorales: comprende una venta, un pequeño monte de encina, una dehesa boyal y algunos prados naturales con buenos pastos. Le cruza el citado r. Corneja, de cuyas aguas se utilizan los vec. para sus usos. El terreno es de buena calidad. caminos: de herradura y locales en mediano estado. El correo se recibe en la cab. del part. prod.: trigo, centeno y garbanzos: mantiene ganado lanar y vacuno, y cria caza de liebres y conejos. pobl.: 31 vec., 142 almas. cap. prod.: 206,275 rs. imp. 8,251. ind.: 2,250. contr.: 2,380 reales con 30 mrs.
(Madoz, 1850, p. 237)

## Demografía
Villar de Corneja cuenta con una población de 36 habitantes (INE 2024).
| Gráfica de evolución demográfica de Villar de Corneja entre 1842 y 2021                                               |
| |
| Población de derecho según los censos de población del INE. Población de hecho según los censos de población del INE. |

## Patrimonio

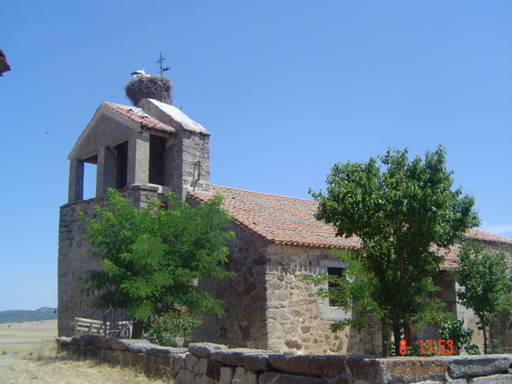
Iglesia parroquial de Villar de Corneja

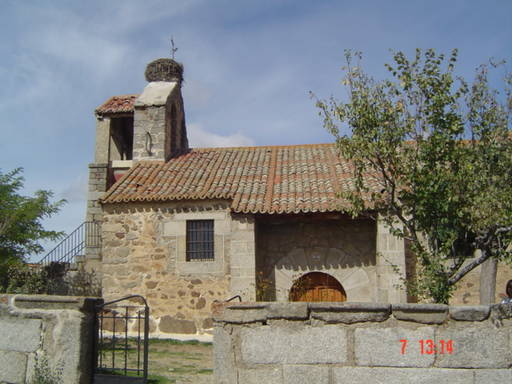
Vista de la iglesia parroquial

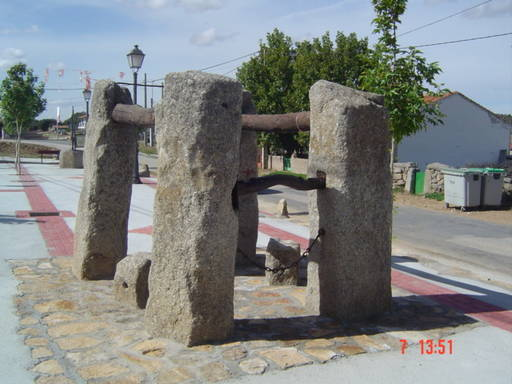
Potro de herrar

### Iglesia de Santa Marina
Fue construida en varias fases. La primera de la que se tiene constancia es de 1650, datación que está inscrita en una de las vigas que sostiene el artesonado mudéjar. Posee cuatro altares, siendo el más importante el altar mayor, que es barroco. Este fue erigido en 1704 por Manuel González Delgado, un artista de la comarca del valle del Corneja. Costó 2800 reales y es de gran belleza y originalidad pues se compone como si fuera una gran hornacina. Toda la ornamentación se concentra en el contorno y en las abigarradas columnas salomónicas propias de este autor, para dejar libre la hornacina central donde figura una talla de la titular, Santa Marina.
Los altares laterales son también barrocos, aunque posteriores al mayor. Se pueden datar a mediados del siglo XVIII, pues fueron dorados hacia 1769. Su planta es convexa, disponiendo única calle flanqueada con estípites que se adelanta para albergar la imagen de San Ramón Nonato, segundo patrón de la parroquia, y una talla de la Virgen del Rosario.
Otra fase de construcción data de 1713 y corresponde al coro.

### Puente medieval de La Fonseca
Divide los términos municipales de La Horcajada y Villar de Corneja. Por él pudo pasar Carlos V en su camino a Yuste en 1556 y Santa Teresa de Jesús, en su retorno a Ávila desde Becedas.

### Vía pecuaria

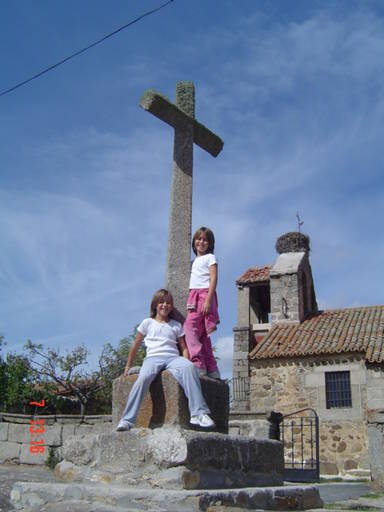
Humilladero junto a la Iglesia

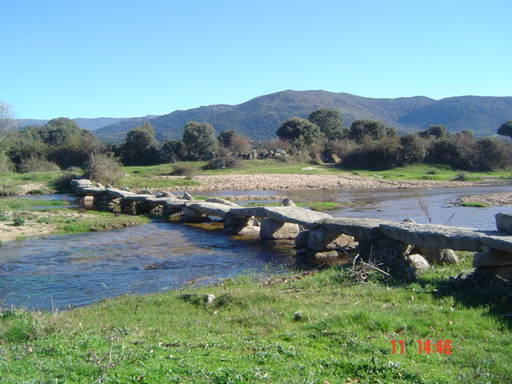
El Corneja a su paso por la localidad, puente de lanchas

Además de las Cañadas Reales, otra vía pecuaria de primer orden y conocida en toda la zona es el llamado Cordel de Merinas, una prolongación del denominado Cordel del Valle, que nace de la Cañada Vizana en Plasencia. Entra en la provincia de Ávila por el puerto de Tornavacas, discurre por Gil García, Umbrías y La Carrera, hasta llegar a Barco de Ávila. Continúa hacia el norte por Encinares y La Horcajada. Cruza el río Corneja. Discurre por Villar de Corneja, Valdemolinos y El Mirón, atraviesa la sierra de Villanueva y prosigue su recorrido por Aldealabad del Mirón, Arevalillo y por Zapardiel (de la Cañada), Pascualcobo y Cabezas del Villar, desde donde abandona la provincia para internarse en la de Salamanca por el término de Salmoral. Finalmente, después de atravesar los términos de Mancera, Cantaracillo y Rágama, penetra en la provincia de Valladolid hasta alcanzar Medina. Su longitud aproximada es de 100 km, de los que 70 discurren por la provincia de Ávila y el resto por la de Salamanca.

### Otros
Varios molinos hidráulicos y un potro de herrar, actualmente rehabilitado.

## Fiestas y tradiciones
- El 18 de julio se celebra Santa Marina, que es la fiesta más grande, donde se da una comida para todo el pueblo, hay bailes y diversas actividades festivas.
- San Ramón Nonato, que es el 31 de agosto. Antiguamente se "corrían los gallos" (luego se modificó y se "corrían las cintas"). Se celebra con misa, procesión, comida y baile popular.